# Askome
Askome är kyrkbyn i Askome socken i Falkenbergs kommun i Hallands län. Orten ligger söder om Ätrafors.
I orten ligger Askome kyrka.